# Cheonbaksa toema yeon-guso: Seolgyeong-ui bimil
Cheonbaksa toema yeon-guso: Seolgyeong-ui bimil (천박사 퇴마 연구소: 설경의 비밀?, noto internazionalmente come Dr. Cheon and Lost Talisman) è un film sudcoreano del 2023 diretto da Kim Seong-sik.
Basato sul webtoon di successo di Naver scritto da Fresh e illustrato da Kim Hong-tae, il film descrive un falso esorcista che non può vedere i fantasmi ma risolve il caso con una visione spettrale e gli viene commissionato un potente caso di possessione. È uscito nelle sale il 27 settembre 2023, in coincidenza con il Chuseok.

## Produzione

### Cast
Gang Dong-won, Lee Dong-hwi ed Esom hanno confermato la loro apparizione nel luglio 2022. L'intero cast principale è stato confermato il 19 settembre 2022.

### Riprese
Le riprese sono iniziate il 14 settembre 2022.

## Accoglienza
Al 14 ottobre 2023, il film ha incassato 13 152 259 dollari al botteghino locale e ha accumulato 1 831 185 spettatori da 796 schermi.